# Lyellia platycarpa
Lyellia platycarpa är en bladmossart som beskrevs av Jules Cardot och Thériot 1927. Lyellia platycarpa ingår i släktet Lyellia och familjen Polytrichaceae. Inga underarter finns listade i Catalogue of Life.